# Saison 1991-1992 de l'ECHL
Saison précédente Saison suivante
La saison 1991-1992 est la quatrième saison de la Ligue de hockey de la Côte-Est au terme de laquelle les Admirals de Hampton Roads remportent la Coupe Riley en battant en finale les Icehawks de Louisville.

## Saison régulière
Après avoir accueilli trois nouvelles équipes lors de chacune des deux années précédentes, l'ECHL voit cette saison sont nombre de franchises passer de 11 à 15 avec l'arrivée du Storm de Toledo, des Chiefs de Johnstown, des Bombers de Dayton et des IceCaps de Raleigh.

### Classement
| Clt   | Équipe                        | PJ | V  | D  | DP | DF | BP  | BC  | Pts |
| ----- | ----------------------------- | -- | -- | -- | -- | -- | --- | --- | --- |
| +001, | Monarchs de Greensboro        | 64 | 43 | 17 | 2  | 2  | 297 | 252 | 90  |
| +002, | Admirals de Hampton Roads     | 64 | 42 | 20 | 0  | 2  | 298 | 220 | 86  |
| +003, | Thunderbirds de Winston-Salem | 64 | 36 | 24 | 1  | 3  | 270 | 245 | 76  |
| +004, | Renegades de Richmond         | 64 | 30 | 27 | 3  | 4  | 263 | 263 | 67  |
| +005, | IceCaps de Raleigh            | 64 | 25 | 33 | 3  | 3  | 228 | 284 | 56  |
| +006, | Rebels de Roanoke Valley      | 64 | 21 | 36 | 3  | 4  | 236 | 313 | 49  |
| +007, | Cherokees de Knoxville        | 64 | 20 | 36 | 5  | 3  | 265 | 355 | 48  |

| Clt   | Équipe                 | PJ | V  | D  | DP | DF | BP  | BC  | Pts |
| ----- | ---------------------- | -- | -- | -- | -- | -- | --- | --- | --- |
| +001, | Storm de Toledo        | 64 | 46 | 15 | 3  | 0  | 367 | 240 | 95  |
| +002, | Cyclones de Cincinnati | 64 | 36 | 20 | 5  | 3  | 329 | 284 | 80  |
| +003, | Chiefs de Johnstown    | 64 | 36 | 23 | 4  | 1  | 294 | 248 | 77  |
| +004, | Panthers d'Érié        | 64 | 33 | 27 | 3  | 1  | 284 | 309 | 70  |
| +005, | Bombers de Dayton      | 64 | 32 | 26 | 3  | 3  | 305 | 300 | 70  |
| +006, | Icehawks de Louisville | 64 | 31 | 25 | 2  | 6  | 315 | 306 | 70  |
| +007, | Chill de Columbus      | 64 | 25 | 30 | 6  | 3  | 298 | 341 | 59  |
| +008, | Knights de Nashville   | 64 | 24 | 36 | 3  | 1  | 246 | 335 | 52  |

- En gras : qualifié pour les séries

## Séries éliminatoires

### Division Est

#### 1ertour
- Les Monarchs de Greensboro gagnent 4-3 contre les Rebels de Roanoke Valley.
- Les Admirals de Hampton Roads gagnent 3-1 contre les Ice Caps de Raleigh.
- Les Renegades de Richmond gagnent 3-2 contre les Thunderbirds de Winston-Salem.

#### 2etour
- Les Admirals de Hampton Roads gagnent 3-1 contre les Renegades de Richmond.
- Les Monarchs de Greensboro sont qualifiés directement pour la finale de division.

#### Finale de division
- Les Admirals de Hampton Roads gagnent 3-1 contre les Monarchs de Greensboro.

### Division Ouest

#### 1ertour
- Les Icehawks de Louisville gagnent 4-1 contre les Storm de Toledo.
- Les Cyclones de Cincinnati gagnent 3-0 contre les Bombers de Dayton.
- Les Chiefs de Johnstown gagnent 3-1 contre les Panthers d'Érié.

#### 2etour
- Les Cyclones de Cincinnati gagnent 2-0 contre les Chiefs de Johnstown.
- Les Icehawks de Louisville sont qualifiés directement pour la finale de division.

#### Finale de division
- Les Icehawks de Louisville gagnent 3-1 contre les Cyclones de Cincinnati.

### Finale de la Coupe Riley
- Les Admirals de Hampton Roads gagnent 4-0 contre les Icehawks de Louisville.

## Trophées
| Coupe Riley :                       | Admirals de Hampton Roads                  |
| Coupe Henry Brabham :               | Storm de Toledo                            |
| Trophée John Brophy :               | Doug Sauter, Thunderbirds de Winston-Salem |
| Meilleur joueur de la Ligue :       | Phil Berger, Monarchs de Greensboro        |
| Meilleur joueur de la Coupe Riley : | Mark Bernard, Admirals de Hampton Roads    |
| Meilleur recrue de l'année :        | Darren Colbourne, Bombers de Dayton        |
| Meilleur défenseur de l'année :     | Scott White, Monarchs de Greensboro        |
| Meilleur buteur :                   | Phil Berger, Monarchs de Greensboro        |